# Albertus-Magnus-Gymnasium Stuttgart
Das Albertus-Magnus-Gymnasium im Stadtteil Sommerrain des Stuttgarter Stadtbezirks Bad Cannstatt ist eine staatlich anerkannte katholische Freie Schule in Trägerschaft der Albertus-Magnus-Schulstiftung Stuttgart. Die Schule besteht seit 1983 und ist nach dem reformpädagogischen Konzept Marchtaler Plan organisiert.

## Lage
Das Gymnasium liegt unmittelbar an der S-Bahn-Station Sommerrain und ist mit den S-Bahn-Linien 2 und 3 zu erreichen.

## Geschichte
Die Schule wurde am 5. September 1983 in Stuttgart-Sommerrain eröffnet. Die Schule wurde im ehemaligen Gebäude des Spätberufenenseminars Collegium Ambrosianum eingerichtet, das umstrukturiert und nach Ehingen in das Kolleg St. Josef verlegt worden war. Schon bei Gründung des Albertus-Magnus-Gymnasiums bestand so dank der bereits vorhandenen Küche mit Speisesaal ein Tagesheimangebot mit Mittagessen sowie Hausaufgaben- und Freizeitbetreuung. Das Schulgebäude wurde bis 1988 maßgeblich umgebaut und im Jahr 1989 feierlich eingeweiht.
Die Initiative zur Gründung geht auf das Jahr 1957 zurück, als eine der Kirche nahestehende Gruppe von Bürgern den Schulverein St. Albertus Magnus Stuttgart e. V. mit dem Ziel ins Leben rief, ein katholisches Jungengymnasium im Raum Stuttgart zu gründen. Nachdem die passende Liegenschaft frei geworden war, übernahmen zunächst die Franziskanerinnen von Sießen, die in Stuttgart auch das Mädchengymnasium St. Agnes führen, die Trägerschaft für das neue Jungengymnasium. Im Schuljahr 1991/92 begann aufgrund reger Elternnachfrage der erste koedukative Jahrgang am Albertus-Magnus-Gymnasium. Ein weiterer entscheidender pädagogischer Schritt war 1994/95 die Einführung des Marchtaler Plans, ein mittlerweile als richtungsweisend anerkanntes reformpädagogisches Konzept auf Basis des christlichen Menschenbildes. Mit Beginn des Jahres 1991 geht die Trägerschaft des Albertus-Magnus-Gymnasiums an die Stiftung Katholische Freie Schule der Diözese Rottenburg-Stuttgart (SKFS) über.  Das Albertus-Magnus-Gymnasium unterhält Schulpartnerschaften in Italien, Frankreich und Tschechien.

## Schüler und Lehrer
Die Schule ist dreizügig und führt in acht Jahren zum Abitur. Im Schuljahr 2023/24 werden circa 700 Schülerinnen und Schüler von rund 60 Lehrerinnen und Lehrern unterrichtet. Gründungsrektor der Schule und Amtsinhaber bis 2002 war Heinrich Hoffmann. Nach der Berufung von Harald Häupler zum Stiftungsdirektor der SKFS im Sommer 2011 oblag die Schulleitung Gabriela Künne. Seit dem Schuljahr 2021/22 ist Georg Braun Schulleiter des Albertus-Magnus-Gymnasiums.

## Schulleiter
- 1983–2002: Heinrich Hoffmann (1939–2020)
- 2003–2011: Harald Häupler
- 2011–2021: Gabriela Künne
- seit August 2021: Georg Braun

## Sprachenfolge
Die Schüler beginnen in der fünften Jahrgangsstufe alle mit Englisch und erhalten dann ab der sechsten Klasse Unterricht in Französisch oder Latein, so dass die Möglichkeit besteht, das große Latinum abzulegen. Die Wahl der zweiten Fremdsprache muss bereits vor der Aufnahme an die Schule erfolgen. Im Verlauf der siebten Klasse ist dann die Entscheidung für das sprachliche bzw. das naturwissenschaftliche Profil zu treffen. Als weitere Fremdsprache wird Italienisch angeboten.

## Besondere Angebote
Die Schule bietet eine Quereinsteigerklasse für Realschulabsolventinnen und Realschulabsolventen mit künstlerischer und sprachlicher Begabung an, die in insgesamt drei Jahren das Abitur ablegen können. Die Realschulquereinsteiger können entweder die Fremdsprache aus der Realschule (Französisch) weiter belegen oder die zweite Fremdsprache (Französisch oder Italienisch) am AMG in den drei Jahren der Oberstufe erwerben.  Die Jugendlichen werden mit intensiver Studienbegleitung für den Eintritt in die gymnasiale Oberstufe vorbereitet und anschließend zum Abitur am allgemeinbildenden Gymnasium geführt.

## Bekannte Schüler
- Matthias Pröfrock (* 1977), Jurist und Politiker (CDU), Abitur 1996
- Leonie Maier (* 1992), Fußballspielerin